# Zlatko Bisail
Zlatko Bisail, slovenski modelar, * 13. marec 1905, Gorica, † 26. februar 1987, Gorica.

## Življenje in delo
Zlatko Bisail je začetnik raketnega in množičnega letalskega modelarstva na Slovenskem. Na Dunaju je študiral strojništvo in tu 24. maja 1928 kot prvi na svetu uspešno preskusil model raketnega letala RMFI. V letih 1931−1932 je gradil velik model letala z reaktivnim motorjem. V nemščini je napisal priročnik za modelarstvo (1931) in uvajal to letalsko disciplino kot množično dejavnost. V letih 1934−1941 je deloval v Srbiji in izdal 3 modelarske priročnike. Leta 1958 je s knjigo o Edvardu Rusjanu  
izdal prvo delo iz slovenske letalske zgodovine.